# یواکیم اوهلوند
فرانس یواکیم «جاک» اوهلوند (به انگلیسی: Frans Joakim "Jocke" Åhlund؛ زادهٔ ۹ اوت ۱۹۷۰) موسیقی‌دان، تهیه‌کنندهٔ موسیقی و کارگردان موزیک ویدئو سوئدی می‌باشد. وی گیتارزن و خوانندهٔ اصلی گروهٔ موسیقی سزارس است و عضو گروه‌های تدی‌برز، اسمایل و لس بیگ برد نیز می‌باشد.